# アイゼン
アイゼンはシュタイクアイゼン (独: Steigeisen )の略であり、氷や氷化した雪の上を歩く際に滑り止めとして靴底に装着する、金属製の爪が付いた金具である。フランス語や英語ではクランポン (英: Crampons ) といい、これは日本語でも使われる。

ドイツ語のSteigeisenは「steigen（動詞）= 登る」と「Eisen（名詞）= 鉄」から成る語であり、「アイゼン」と略してこの道具を呼ぶのは和製語である。クリート（Cleat (shoe)）または、アイスクリート（Ice cleat）とも呼ばれる。ロシア語では「コーシカ」と呼ばれているらしく、これはネコの意という。

## 概説
構造、材質
アイゼンは主に、「ツァッケ」 (独: Zacke ) と呼ばれる爪の付いた金属部と、靴に固定するための部分で構成される。
金属部は主に鋼製であるが、低温環境下でもぜい性破壊しにくいようにニッケル鋼などを採用したものや、アルミニウム製のフレームに特殊鋼製の爪を取り付けたもの、軽量化と耐久性の両立を図ったチタン合金製のものもある。爪の数は4本から12本まで様々な製品があり、爪の数が多いものほど靴底の広い範囲に爪が配置され、滑り止めとしての能力が高い。一方、爪が長く、数が多くなるほど重くなる上、爪の張り出しにより氷雪面以外の地面では歩きにくくなる。爪の数が6本程度までのものは「軽アイゼン」 (英: light crampon ) とも呼ばれ、靴底の中央付近に取り付けられる場合が多い。爪が多い製品では金属部分が前後で分割され、樹脂などの弾力性の高い別の部材で連結されているものもある。（#種類）
靴に固定する部分は、樹脂製や化学繊維製のストラップ（バンド）で括りつける方式と、金具を利用して対応する靴のコバ（靴底の縁）へ固定する方式、あるいはそれらを組み合わせた方式がある。ストラップを利用する方式はどのような靴にも装着できるが、金具を利用した方式と比較すると着脱に時間を要する。金具を利用した方式では、爪先と踵のコバがあらかじめアイゼンの装着を前提とした形状や強度で作られた靴が必要であるが、固定強度が高く、スキー用のブーツにも装着できる場合がある。ストラップと金具を組み合わせた方式の場合、爪先をストラップで固定し、踵を金具で固定する組み合わせである。
雪質によってはアイゼンの爪の間に雪の塊を抱え込んで、爪の長さを有効に利用できなくなる場合があるため、靴底と接する面に、雪が表面に貼り付きにくいプラスチック製の板を装備する場合があり、アンチスノープレート (英: anti snow plate ) などのように呼ばれている。アンチスノープレートはあらかじめアイゼンに装備されている製品のほか、後付けの汎用品が製品化されている。
軽アイゼンの一種として、合成ゴムなどの伸縮性の高い素材で靴底に鋼製のチェーンを網状に張る構造のものもある。チェーンアイゼンとも呼ばれ、小さく収納でき、着脱が容易な点を利点としている。一方、爪の数が多いもの、特にアイスクライミング用として作られたものには、爪先の前方にほぼ水平に爪が配置されたものがあり、氷壁などを登攀する際に斜面、あるいは壁に突き刺して利用する。こうした用途では爪先の爪にかかる荷重を支えるために相応の固定強度が要求される。
アイゼンの位置づけ
ピッケルと並んで最も代表的な氷雪登攀用具である。どちらかと言うとピッケルの方が派手でその陰に隠れがちで存在感が薄いが、実用面での重要性は非常に大きく、中でも一般的な雪山登山においてはピッケルは単なる杖代わり、滑落防止の確保支点、滑落時の停止用具など消極的用法に留まるが、アイゼンはこの時点でも積極的な活用を求められ、また安全を保ち、時間や労力や恐怖を軽減する。高いレベルの、いわゆるピオレ・トラクションに代表される現代の垂直氷壁登攀の世界で初めてピッケルはアイゼンとの関連性を発揮し積極的かつ対等に使用されるが、これはかなり特殊な目的に適応した用具であり、一般的な雪山ではアイゼンが主である。

## 種類
爪の数が10～12本で前爪があるタイプがアイゼン、爪の数が4～8本で前爪が無いものを軽アイゼンという。
その他にも次のような種類がある。
- チェーンアイゼン - 短い爪が付いた鎖で靴底を覆うアイゼン[5]。ゴムを伸ばして履くだけなので着脱が簡単。だが爪がかなり短く、雪が多かったり傾斜が強かったりすると、ほとんど役に立たない[5]。凍った道や、平坦なルートであれば使える[5]。
- 縦爪アイゼン - アイスクライミングなど、氷壁を登るためのアイゼン[5]。前爪が氷に刺さりやすいよう縦になっている[5]。

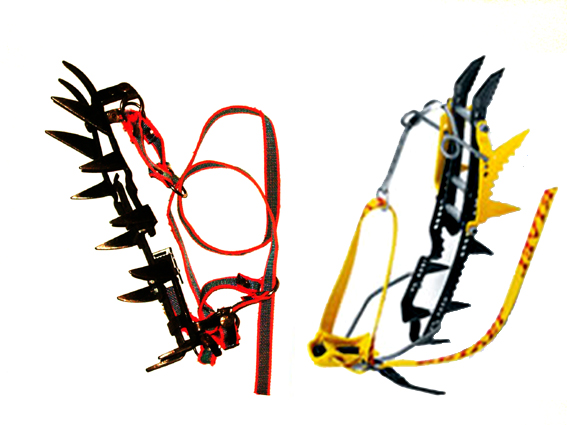
登山用アイゼン
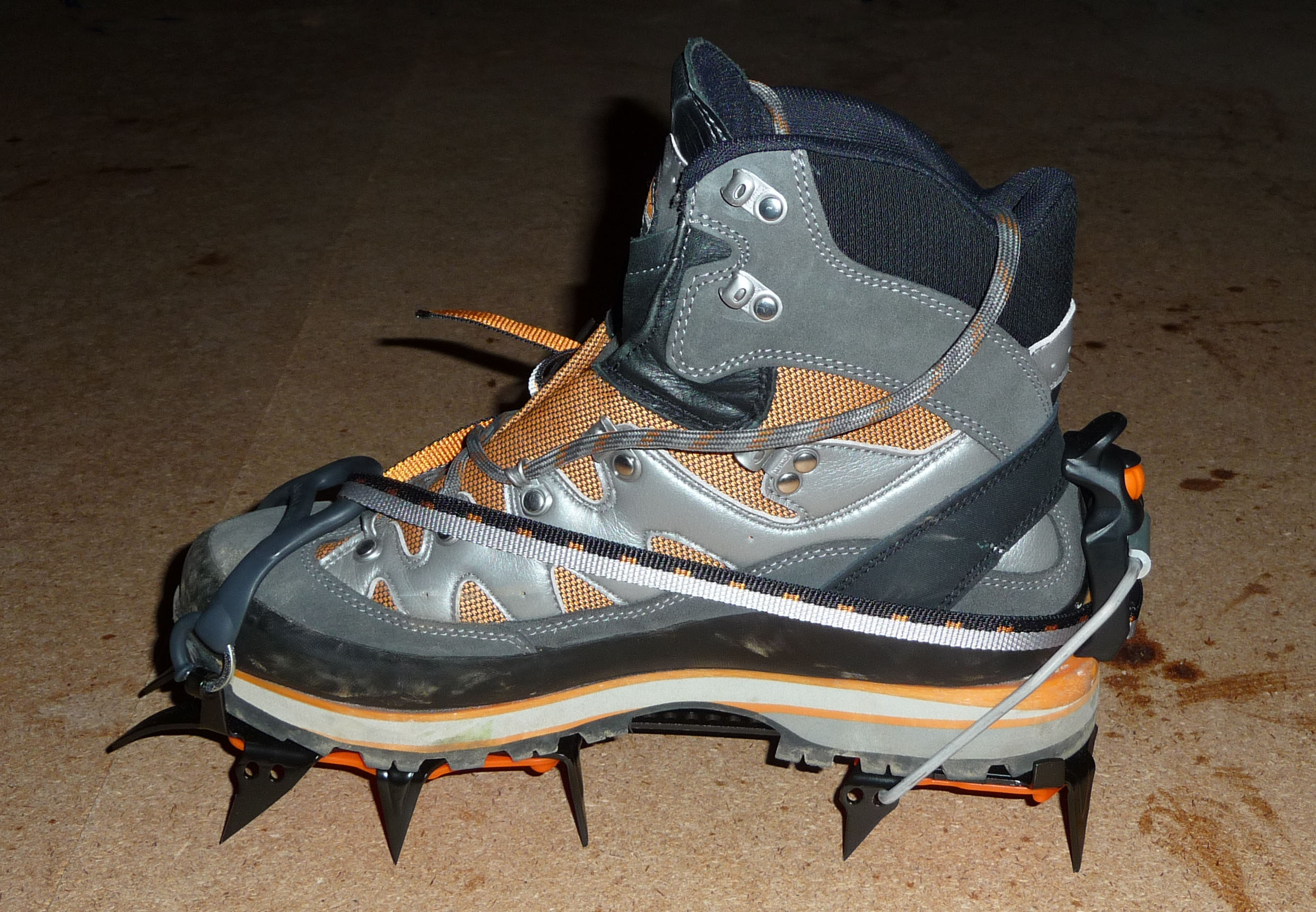
アイゼンを装着した登山靴
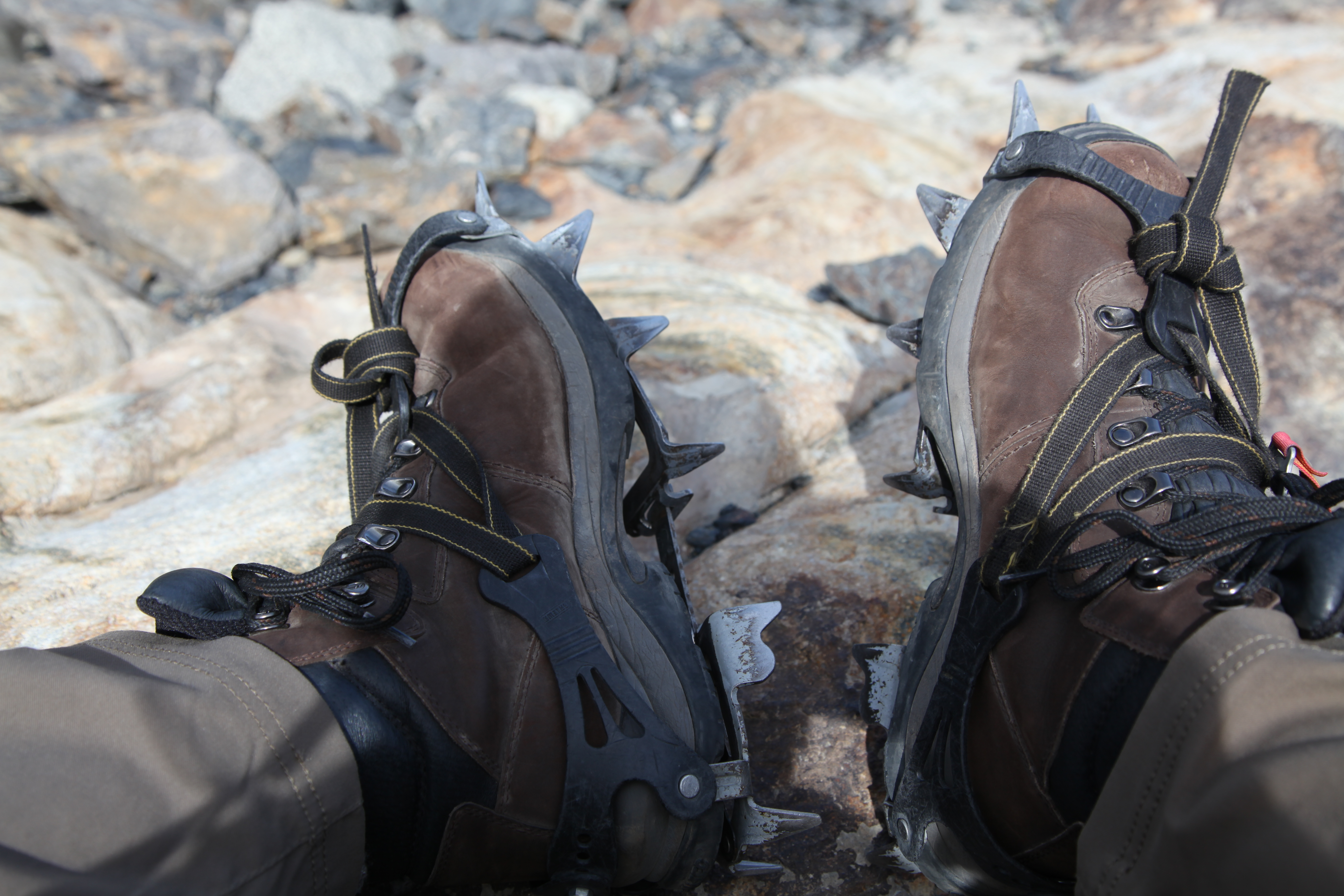
氷河ウォーキング用アイゼン
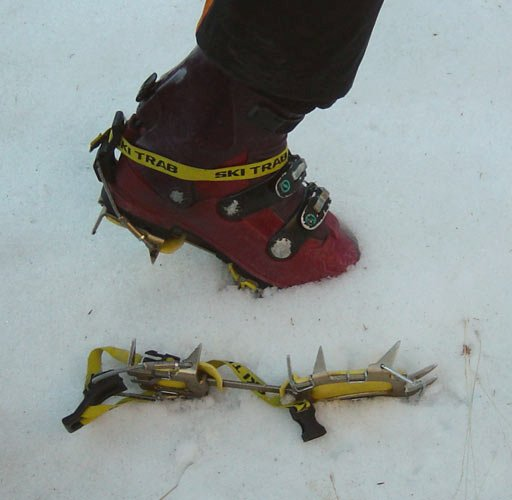
プラスチックブーツに装着した12本爪ワンタッチアイゼン
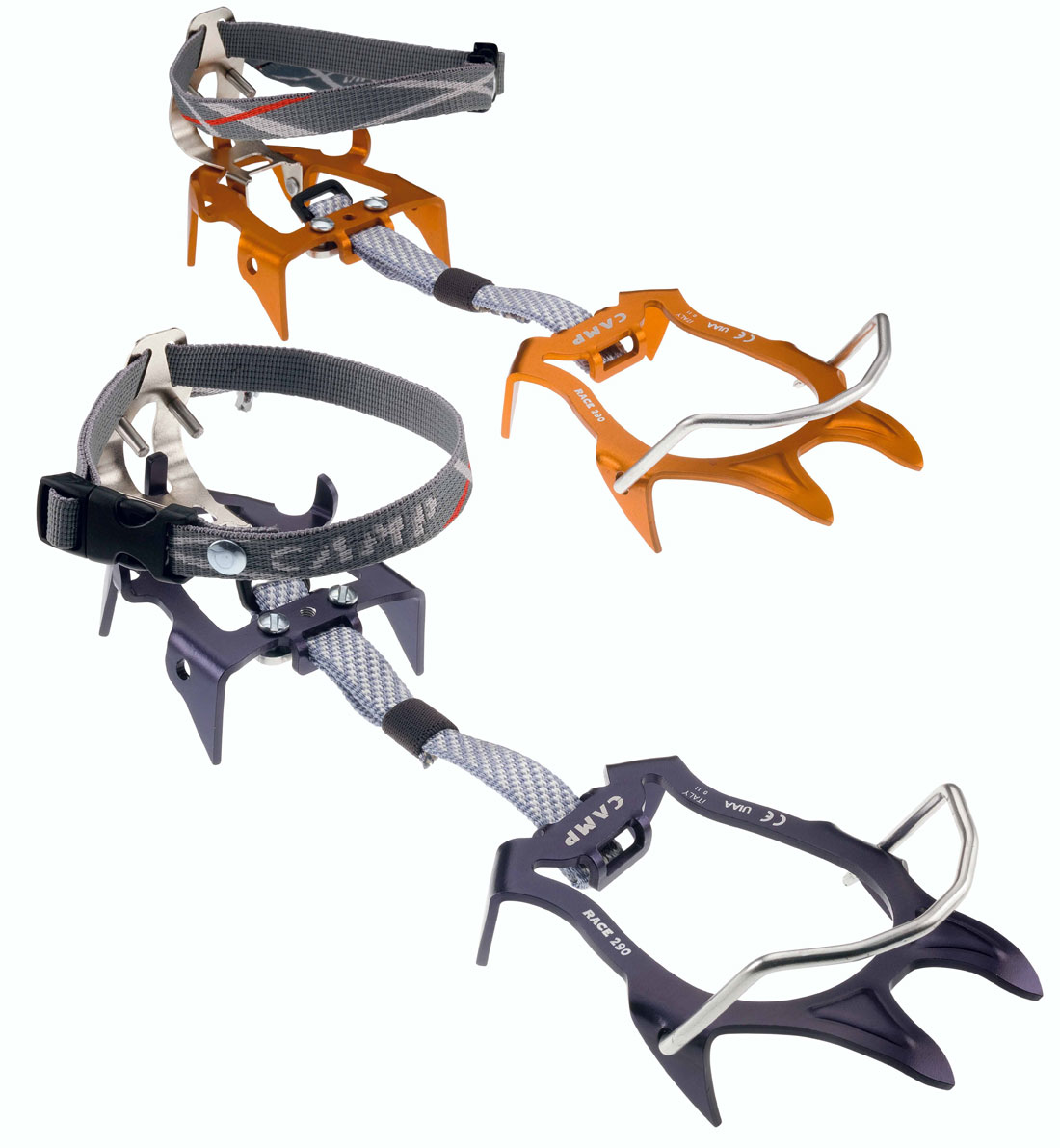
軽量アイゼン
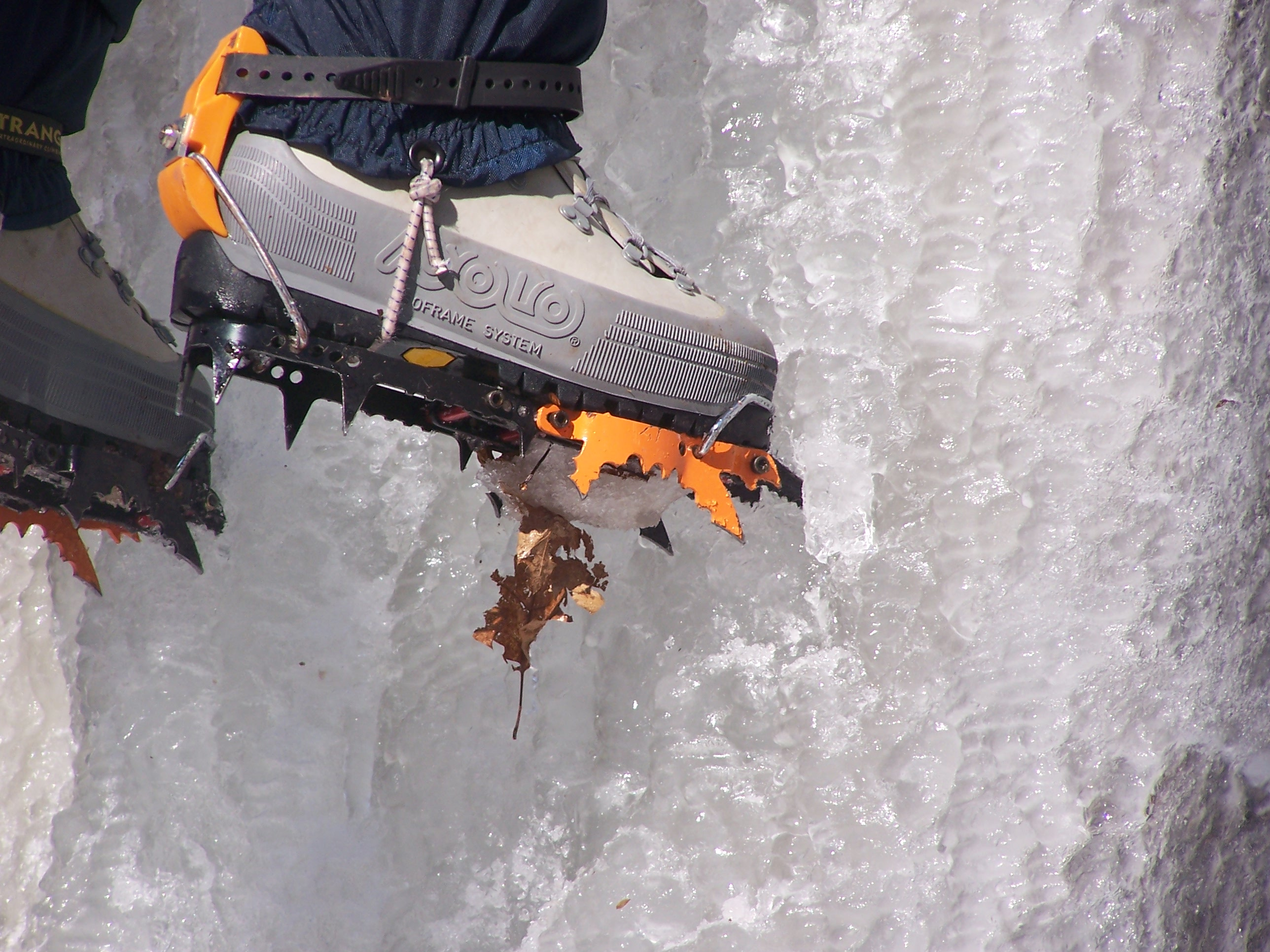
縦爪アイゼン。アイスクライミング用
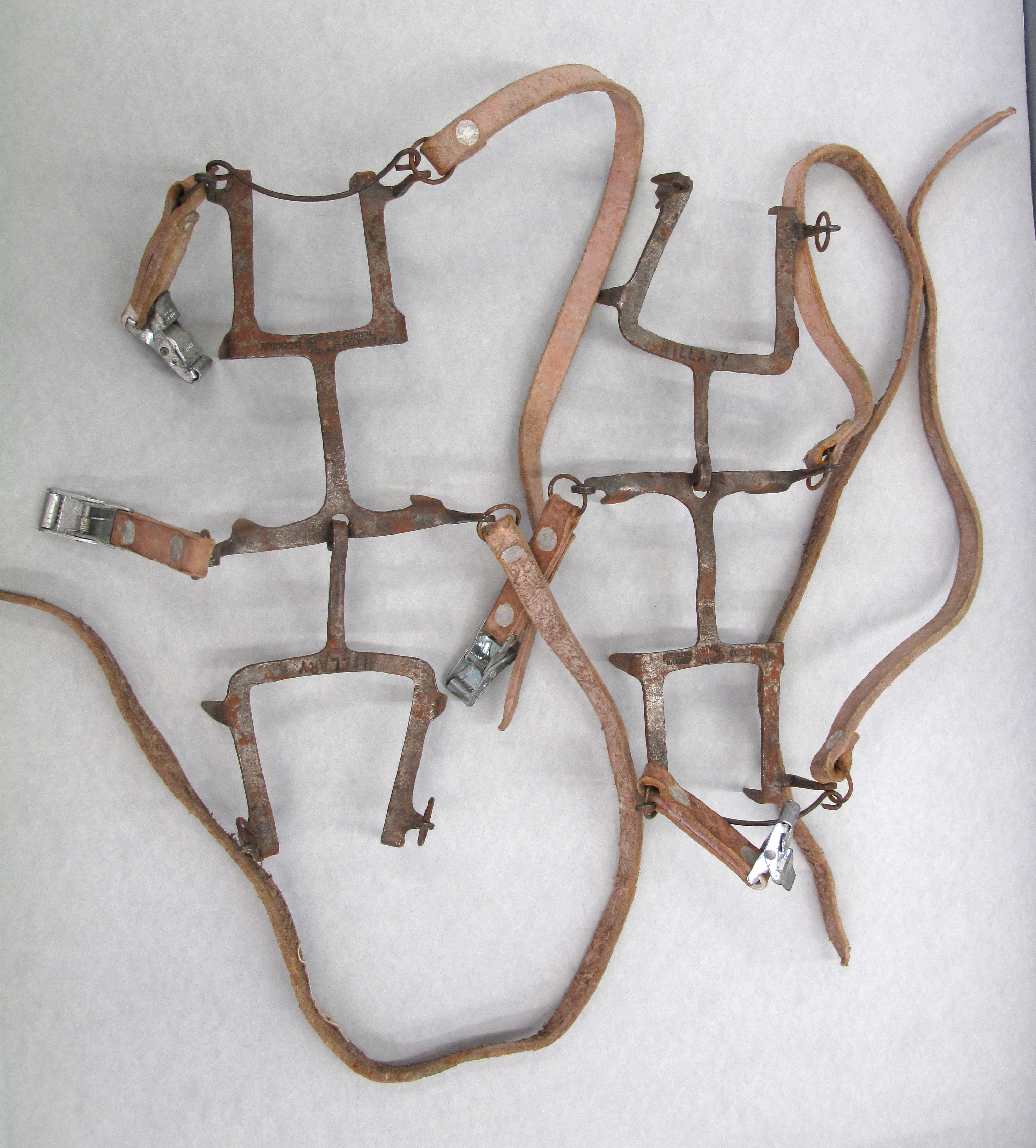
登山家エドモンド・ヒラリーが使用した歴史的なアイゼン

## 歴史

### 前史
ヨーロッパの猟師や水晶採りなど山仕事に従事する人々が普段使っている靴を改造し登山靴とする中で、厚めの靴底に鋲を打ったり、現在のアイゼンに相当するような長めのスパイクを打ち付けたりした。

### アイゼンへ
万年雪に覆われたアルプスが存在するヨーロッパでは、スイスのJ.ジムラーなど古くから氷河登降時におけるアイゼンの効用を説く人がいた。オラス＝ベネディクト・ド・ソシュールもモンブランなどで3本爪のアイゼンを使ったことが知られている。しかしアルプス黄金時代になっても、多くのガイドを雇い無数の足場を切って一番易しいルートから標高4000 m級の山に登るのであれば4本爪、5本爪程度の簡易アイゼンで可能であり充分でもあった。いわゆるアルプス銀の時代でもアイゼンの進歩は見られなかった。
その後困難なルートへの挑戦が始まるにつれて徐々に有効性が認められて改良され爪の本数も増え、ドイツ、オーストリアの登山家には好意を持って迎えられたが、この段階においてもイギリスの指導的登山家の多くは保守的であり冷遇されていたようで「竹馬乗りを習ったと同じ利益しか得ないであろう」と皮肉られたり「鬼の発明品」と排斥されたりした。1900年前後になって相次いで登山技術書が出版され素晴らしさを認めるようになったが、しかし雪や氷の斜面の実際の登攀解説はピッケルによる足場切りを主体としている。

### エッケンシュタイン型アイゼン
オスカー・エッケンシュタイン（Oscar Eckenstein ）は元々アイゼンを軽蔑していた一人であったが、1886年H.ローリアと組んで登ったホーベルクホルン（Hohberghorn ）でルートを間違えたこともあって散々苦労しアイゼンの重要性を認識して8本爪のアイゼンを考案、さらにはつい最近までアイゼンの基礎であり原型となった10本爪アイゼンを完成させ、スイスのA.ヒュップハウプに製造させ、ピッケルに依る足場切りをほとんど不要とした。D.スコットはこれを1910年としているが、すでに1892年のM.コンウェイ率いるカラコルム探検隊にエッケンシュタインが副隊長格で参加し成果があったともされている。ただエッケンシュタインは身なりや風貌とは裏腹に頭脳明晰で繊細な性格で協調性を欠き、これが災いして誤解や偏見を招いて隊を離脱している。エッケンシュタイン型アイゼンはジョイント部分が動くのでアイゼン自体には左右がない。

### ホレショフスキー型アイゼン
アルフレート・ホレショフスキー（Alfred Horeschowsky ）は1923年にマッターホルン北壁を試登しヘルンリ稜の肩に抜ける成果を挙げているオーストリアのクライマーであったが、「靴には左右があるからアイゼンもこれに対応した型を作った方が良い」との考えからホレショフスキー型アイゼンを考案した。日本にはウィーンのミッチランガー・ガウバからマリヤ運動具店（現好日山荘）が輸入し、エッケンシュタイン型アイゼンと並んで広く使われた。

### 12本爪アイゼン
1930年頃に登山家で鍛冶屋のローラン・グリベル（Laurent Grivel ）は前爪2本を追加した12本爪アイゼンを開発した。前爪の追加によりステップを切る必要がなくなり、登攀スピードが劇的に向上し、困難な氷壁を登れるようになった。12本爪アイゼンは1938年のアイガー北壁初登頂のときにも使われた（ただしオーストリア隊は10本爪アイゼンを使用しており、後から登り始めた12本爪を使うドイツ隊に追いつかれている）。

## 日本におけるアイゼン
日本においては登山用具としてアイゼンが外国から輸入される前から日本にも雪国の生活用品として、樵や猟師や奥山回りの役人、行者や山伏等が深雪用の輪カンジキと並行して爪数の少ない鉄カンジキを使用していた。これを現代のアイゼンに近い形で使った最初の記録は、私設気象観測所を建設したいとの意図から1895年（明治28年）に富士山に登った野中到の例である。ただこの時はよほど粗悪な鉄カンジキを使ったらしく、6合目以上では役に立たず靴底に打った釘が功を奏したという。1907年（明治40年）1月には筑波山観測所長佐藤順一と技師の筒井百平が富士山頂観測所建設を目的とし頂上付近調査のため冬期に登頂した際、四本爪の鉄カンジキを携行した。
大町の対山館主人であった百瀬慎太郎は、鉄カンジキを改良して三本爪アイゼンを考案、地元の猟師や登山者に愛用されていたが、これを槇有恒が1914年（大正3年）に針ノ木峠を越えて剱岳長次郎谷雪渓の登高に使用した記録がある。

## 木登り用
登山用以外で、木を登るためのアイゼンもある。
電柱が木製だった時代には架線作業員は、側面に内向きの爪が付いた専用のアイゼンを使用していた。
内側側面にやや斜め下方向の爪が付いたものや、縦長で"すね当て"がついたものなどがあり、登山用とは形状が異なる。現在は主に、林業、街路樹の剪定、ツリークライミング（木登り）などで使われているようである。昇柱器や木登り器や木登りスパイクなどと呼ばれている。

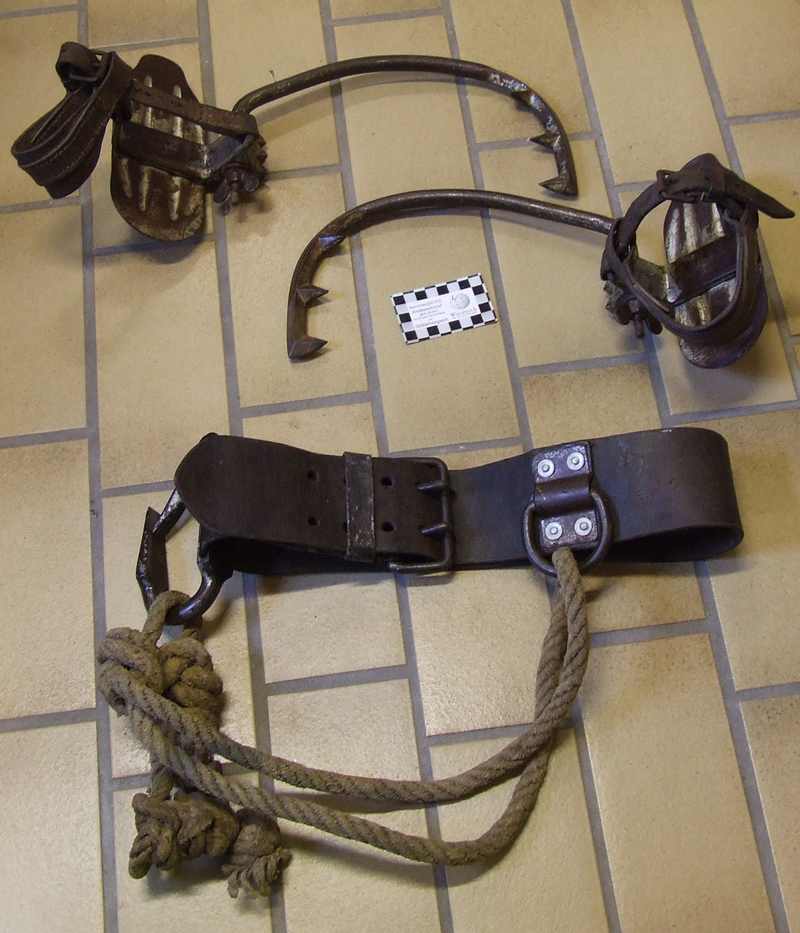
木製電柱時代の架線作業員が使用したアイゼンと保持ベルト（ドイツ）
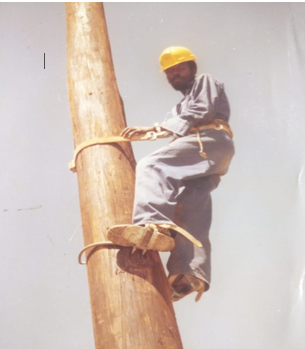
ケニヤ、1982年
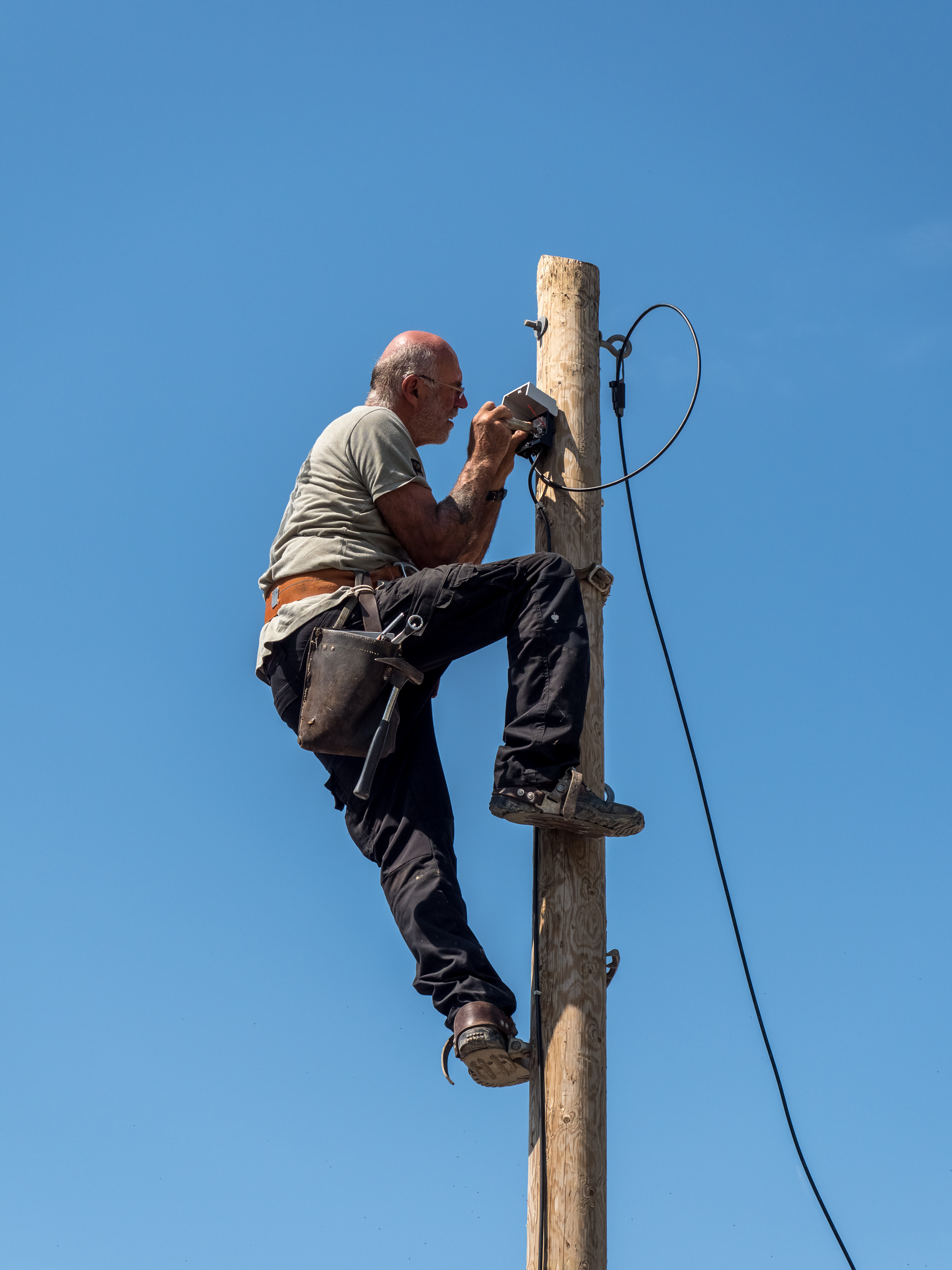
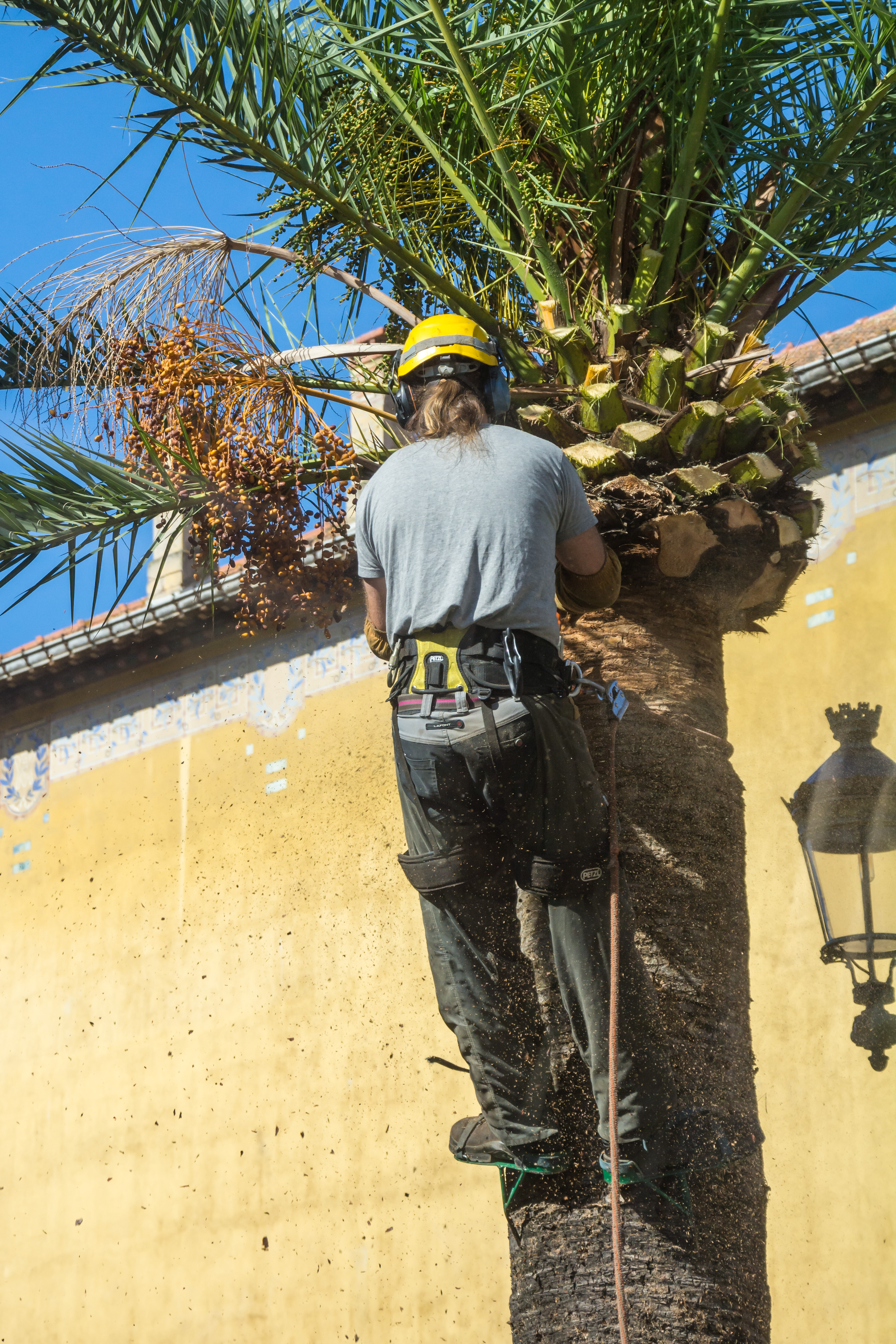
コルシカ、2014年